# Mladý Smolivec
Mladý Smolivec (deutsch Jung Smoliwetz) ist eine Gemeinde mit 733 Einwohnern in Tschechien. Sie liegt zwölf Kilometer östlich von Nepomuk am Rande des Brdywaldes und gehört zum Okres Plzeň-jih. Die Katasterfläche beträgt 3040 ha.

## Geographie
Mladý Smolivec befindet sich in 514 m n.m. am Smolivecký potok im südwestlichen Teil des Brdywaldes unweit des Třemšín (827 m). Durch den Ort führt die Staatsstraße 177 zwischen Spálené Poříčí und Lnáře. Das Dorf liegt in einer Teichlandschaft, von denen der Metelský rybnník im Osten der größte ist.
Nachbarorte sind Radošice im Norden, Starý Smolivec und Pozdyně im Nordosten, Metly im Osten, Předmíř und Zámlyní im Südosten, Újezd u Kasejovic und Chloumek im Süden, Přebudov und Budislavice im Westen sowie Dožíce im Nordwesten.

## Geschichte
Der 1414 erstmals urkundlich nachweisbare Ort wurde im 15. Jahrhundert Teil der Herrschaft Kasejovice. 1551 erwarben die Chanovský von Dlouhá Ves den Besitz, den sie 1577 an Oldřich Strojetický von Strojetice veräußerten.
Zwischen 1623 und 1651 besaß Adam Pikhart von Grüntal den Ort. Seine Nachfolger wurde wiederum die Chanovský und ab 1664 gehörte Jung Smoliwetz zur Herrschaft Schlüsselburg.
Nach der Ablösung der Patrimonialherrschaften wurde der Ort 1850 zur selbständigen Gemeinde. 1878 brannte der herrschaftliche Gutshof nieder. 1913 lebten 393 Menschen im Dorf. Gepfarrt war Mladý Smolivec nach Budislavice, wo sich auch die Schule befand.
Bei der Gebietsreform von 1960 wurden die umliegenden Dörfer eingemeindet.

### Schlacht am Vražda
Während des Dreißigjährigen Krieges griffen in den frühen Morgenstunden des 7. Oktober 1620 zwischen Starý Smolivec, Radošice, Dožice, Budislavice und Mladý Smolivec 20.000 Aufständische unter dem Kommando Christians I. von Anhalt die 16.000 Mann starken kaiserlichen Truppen unter Charles Bonaventure de Longueval, Comte de Bucquoy an, die auf der alten Handelsstraße von Nürnberg nach Příbram und Březnice nach Böhmen einmarschiert waren und dort ihr Nachtlager aufgeschlagen hatten.
Die Kaiserlichen erkannten die Gefahr noch rechtzeitig, alarmierten die Truppen und brachen zum Rückzug nach Zelená Hora auf, um sich dort mit den Truppen Maximilians von Baiern zu vereinigen. Die Angreifer trafen nur auf die rückwärtigen Abteilungen, mit denen sie sich auf den Feldern um den südöstlich von Radošice gelegenen Hügel Stráž (49° 32′ N, 13° 44′ O), der seither auch als „Vražda“ (Mord) bezeichnet wird, und den Radoschitzer Wiesen einen blutigen Kampf lieferten und um die 200 kaiserliche Soldaten niedermetzelten. Die Mühle an der Lomnice wurde dabei von den Kaiserlichen angezündet und der Müller erschlagen.
Im weiteren Verlauf zogen die Truppen der Liga unter Bucquoy nach Poříčí, wo sie fünf Tage lagerten und anschließend die Stadt in Brand setzten.

## Sehenswürdigkeiten

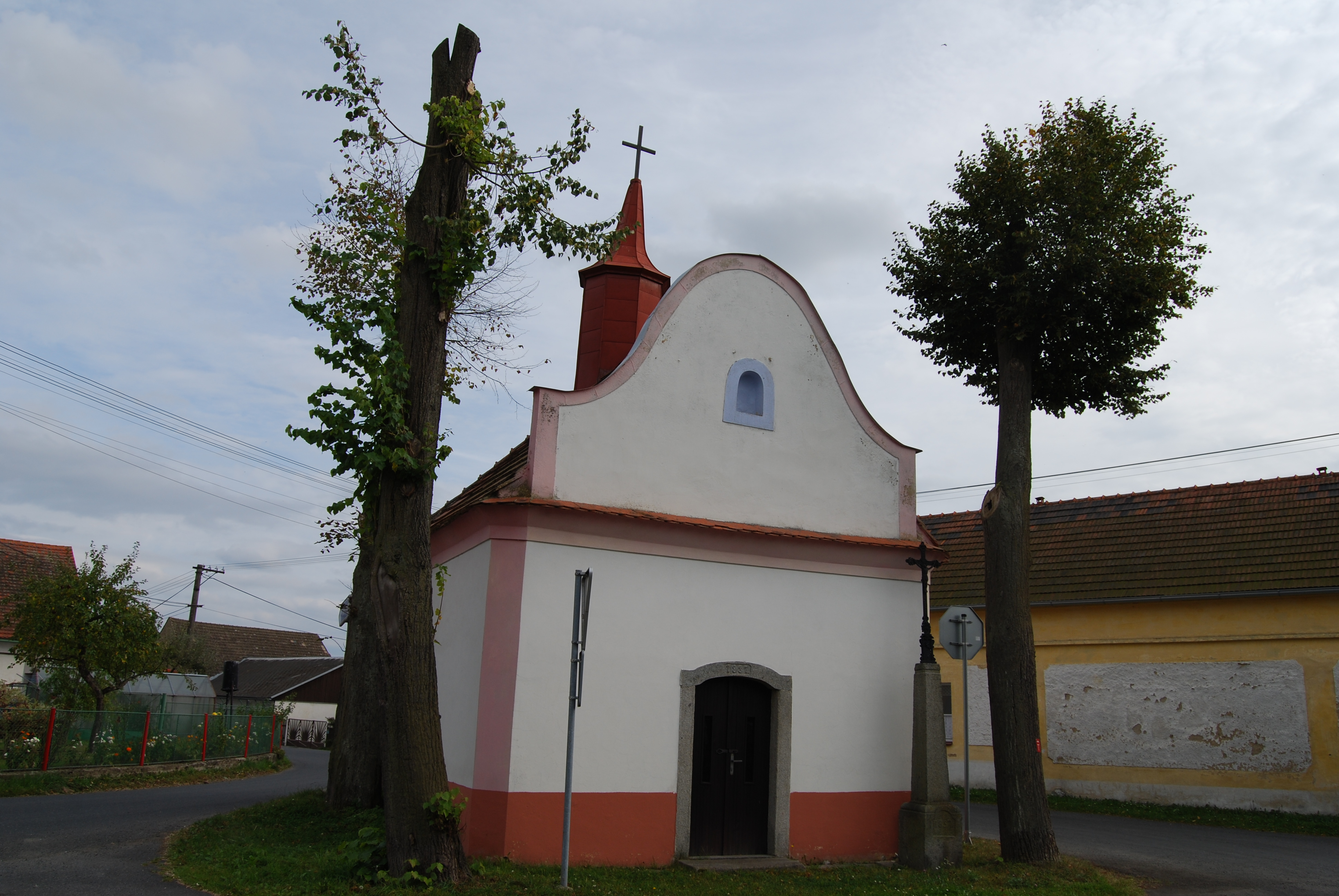
Kapelle auf dem Dorfplatz

- St. Laurentiuskapelle, 1884 erbaut
- Barockschloss Starý Smolivec
- St. Laurentius Säule in Starý Smolivec aus der 1. Hälfte des 18. Jahrhunderts
- St. Annen-Kirche in Radošice
- Pfarrkirche St. Ägidien in Budislavice, erbaut in der 2. Hälfte des 13. Jahrhunderts und im 18. Jahrhundert barock umgestaltet
- Kapelle des Hl. Johannes von Nepomuk in Budislavice, aus dem 19. Jahrhundert
- Kirche des Erzengels Michael in Dožíce, erbaut 1574
- Die Statuen des Antonius von Padua, der Hl. Anna selbdritt und Johannes von Nepomuk auf dem Dorfplatz in Dožíce entstanden 1742 im Auftrag der Herren Vančura z Řehnic und wurden 1995 restauriert. Die Namen der Künstler sind nicht überliefert, die Darstellung der Anna selbdritt wurde der Plastik Mathias Wenzel Jäckels, die dieser für die Prager Karlsbrücke schuf, nachempfunden.

## Gemeindegliederung
Zur Gemeinde Mladý Smolivec gehören die Ortsteile Budislavice (Budislawitz), Dožice (Doschitz), Radošice (Radoschitz) und Starý Smolivec (Alt Smoliwetz).